# Edgeworth Island
Edgeworth Island är en ö i Kanada.   Den ligger i territoriet Nunavut, i den norra delen av landet, 3 300 km nordväst om huvudstaden Ottawa. Arean är 8,1 kvadratkilometer.
Terrängen på Edgeworth Island är platt. Öns högsta punkt är 71 meter över havet. Den sträcker sig 4,2 kilometer i nord-sydlig riktning, och 2,8 kilometer i öst-västlig riktning.
Trakten runt Edgeworth Island är permanent täckt av is och snö.